# Cratere Okotoks
Okotoks  è un cratere sulla superficie di Marte.